# Barry Beckett

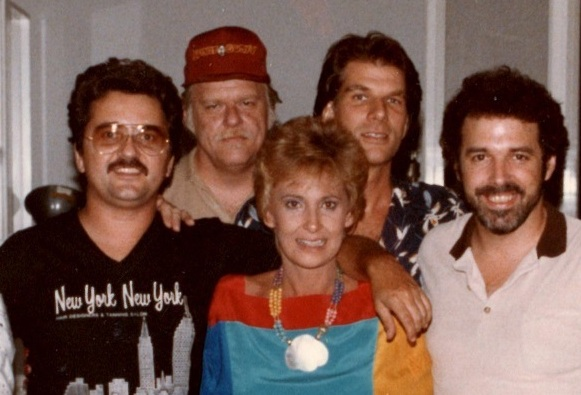
Barry Beckett (links), Mitte der 1980er Jahre

Barry Edward Beckett (* 4. Februar 1943 in Birmingham, Alabama; † 10. Juni 2009 in Hendersonville, Tennessee) war ein US-amerikanischer Keyboarder und Musikproduzent.

## Karriere
Beckett wuchs als Sohn eines Versicherungsvertreters und Hobbygitarristen auf. Er besuchte die University of Alabama, wo er das erste Mal auf seine späteren Mitmusiker und Geschäftspartner Jimmy Johnson und Roger Hawkins traf, die dort mit ihrer Band The Del Rays auftraten. Mitte der 1960er Jahre wurde Beckett für eine Aufnahmesession in den FAME Studios gebucht. 1967 erhielt er dort eine Festanstellung, als Spooner Oldham Alabama verließ, um in Memphis für Chips Momans American Sound Studio zu arbeiten. Beckett konnte keine Noten lesen und spielte nach Gehör.
1969 gründete er gemeinsam mit dem Schlagzeuger Hawkins, Gitarrist Johnson und Bassist David Hood sowie finanzieller Unterstützung durch Jerry Wexler das Muscle Shoals Sound Studio, in dem in der Folge zahlreiche bekannte Künstler wie Paul Simon, Cher und Lynyrd Skynyrd ihre Aufnahmen machten. Zunächst nur als Studiomusiker tätig, begann er in den 1970er Jahren auch mit der Musikproduktion. Er produzierte unter anderem Bob Seger und Bob Dylan. 1973 trat er zusammen mit Steve Winwoods Band Traffic auf, Aufnahmen der Tour erschienen im selben Jahr auf dem Livealbum On the Road. Im selben Jahr erschien Paul Simons Single Kodachrome, auf dem Beckett alle Tasteninstrumente eingespielt hatte. Ab Ende der 1970er Jahre konzentrierte Beckett sich auf die Musikproduktion, teilweise mit seinem Mentor Jerry Wexler. Gemeinsam mit diesem produzierte er die Bob-Dylan-Alben Slow Train Coming und Saved.
1985 zog Beckett nach Nashville, wo er zunächst als A&R-Manager für Warner Brothers tätig war, bevor er sich als Musikproduzent selbständig machte. Er produzierte zahlreiche Country-Musik-Alben, unter anderem drei Alben mit Hank Williams, Jr. In den 1990er Jahren entdeckte er Kenny Chesney und produzierte dessen erste Alben.
Seit Ende 2008 war Beckett auf einen Rollstuhl angewiesen, er war durch eine Krebserkrankung und mehrere Schlaganfälle geschwächt. Im darauf folgenden Jahr starb er im Alter von 66 Jahren; er hinterließ seine Frau und zwei Söhne.

## Diskografie (Auszug)
- 1967: I Can Tell – John Hammond
- 1968: Tell Mama – Etta James
- 1969: 3614 Jackson Highway – Cher
- 1969: Hey Jude – Wilson Pickett
- 1969: Mourning in the Morning – Otis Rush
- 1970: This Girl’s in Love with You – Aretha Franklin
- 1971: Another Cycle – Jimmy Cliff
- 1971: Don’t Knock My Love – Wilson Pickett
- 1971: Linda Ronstadt – Linda Ronstadt
- 1971: Lovejoy – Albert King
- 1972: Really – J.J. Cale
- 1972: Stories We Could Tell – The Everly Brothers
- 1973: Back in ’72 – Bob Seger
- 1973: Shoot Out at the Fantasy Factory – Traffic
- 1973: There Goes Rhymin’ Simon – Paul Simon
- 1974: I’ll Be Your Everything – Percy Sledge
- 1974: Shotgun Willie/Phases and Stages – Willie Nelson
- 1975: Atlantic Crossing – Rod Stewart
- 1975: Breakaway – Art Garfunkel
- 1977: Izitso – Cat Stevens
- 1978: Luxury You Can Afford – Joe Cocker
- 1979: Communiqué – Dire Straits
- 1979: Slow Train Coming – Bob Dylan
- 1983: Havana Moon – Carlos Santana
- 1987: Hank Live – Hank Williams, Jr.
- 1989: White Limozeen – Dolly Parton
- 1993: Duets – Elton John
- 1993: The Last Rebel – Lynyrd Skynyrd
- 1995: The Tattooed Heart – Aaron Neville
- 1996: Golden Heart – Mark Knopfler
- 1998: True at Heart – Doro
- 2001: Private Radio – Billy Bob Thornton
- 2002: Anka/Feelings – Paul Anka